# Georgi Donkow
Georgi Donkow (bułg. Георги Донков, ur. 2 czerwca 1970 w Sofii), piłkarz bułgarski grający na pozycji napastnika.

## Kariera klubowa
Karierę piłkarską Donkow rozpoczął w Sofii, w tamtejszym klubie Witosza Sofia. W sezonie 1987/1988 zadebiutował w jego barwach w pierwszej lidze bułgarskiej (miał znikomy udział w wywalczeniu mistrzostwa Bułgarii), ale dopiero od następnego sezonu był podstawowym zawodnikiem zespołu. Wtedy też został wicemistrzem kraju, a po zmianie nazwy klubu na Lewski Sofia dwukrotnie w latach 1991 i 1992 zdobywał Puchar Bułgarii, mistrzostwo kraju w 1993 i wicemistrzostwo w 1992. Latem 1993 roku odszedł do Botewu Płowdiw, w którym grał przez dwa lata i dwa razy zajął z nim 3. miejsce w lidze. Sezon 1995/1996 Georgi spędził w innym zespole z Sofii, CSKA.
Latem 1996 roku Donkow przeszedł do niemieckiego VfL Bochum. W jego barwach zadebiutował 17 sierpnia w wygranym 1:0 domowym spotkaniu z MSV Duisburg. 10 dni później strzelił pierwszą bramkę w Bundeslidze, w meczu z FC Schalke 04 (1:1). Stworzył atak z Peterem Közle i zdobył 10 goli w lidze będąc najskuteczniejszym zawodnikiem w zespole. Z Bochum zajął 5. miejsce, najwyższe w historii klubu. W sezonie 1997/1998 strzelił 3 bramki w Bundeslidze.
Latem 1998 Donkow zmienił barwy klubowe i odszedł do grającego w 2. Bundeslidze, 1. FC Köln. 2 sierpnia wystąpił w jego barwach po raz pierwszy, w wygranym 1:0 meczu z FC Gütersloh. W 2000 roku awansował z klubem z Kolonii do pierwszej ligi, jednak przez dwa lata był w niej rezerwowym.
Na początku 2002 roku Donkow odszedł z Köln i trafił do szwajcarskiego Neuchâtel Xamax. Po pół roku trafił na Cypr do Enosis Neon Paralimni, a latem 2003 został zawodnikiem SC Paderborn 07 z niemieckiej Regionalligi. W 2005 roku zaczął grać w Oberlidze w SV Waldhof Mannheim, a w 2007 roku stał się piłkarzem FSV Oggersheim. W tym samym roku awansował z tym klubem z Oberligi do Regionalligi.
| Sezon   | Klub                  | Kraj       | Rozgrywki         | Mecze | Bramki |
| ------- | --------------------- | ---------- | ----------------- | ----- | ------ |
| 1987/88 | Witosza Sofia         | Bułgaria   | I liga            | 1     | 0      |
| 1988/89 | Witosza Sofia         | Bułgaria   | I liga            | 25    | 6      |
| 1989/90 | Lewski Sofia          | Bułgaria   | I liga            | 24    | 5      |
| 1990/91 | Lewski Sofia          | Bułgaria   | I liga            | 26    | 3      |
| 1991/92 | Lewski Sofia          | Bułgaria   | I liga            | 15    | 0      |
| 1992/93 | Lewski Sofia          | Bułgaria   | I liga            | 19    | 4      |
| 1993/94 | Botew Płowdiw         | Bułgaria   | I liga            | 23    | 9      |
| 1994/95 | Botew Płowdiw         | Bułgaria   | I liga            | 26    | 11     |
| 1995/96 | CSKA Sofia            | Bułgaria   | I liga            | 22    | 5      |
| 1996/97 | VfL Bochum            | Niemcy     | Bundesliga        | 30    | 10     |
| 1997/98 | VfL Bochum            | Niemcy     | Bundesliga        | 23    | 3      |
| 1998/99 | 1. FC Köln            | Niemcy     | 2. Bundesliga     | 24    | 3      |
| 1999/00 | 1. FC Köln            | Niemcy     | 2. Bundesliga     | 30    | 6      |
| 2000/01 | 1. FC Köln            | Niemcy     | Bundesliga        | 19    | 1      |
| 2001/02 | 1. FC Köln            | Niemcy     | Bundesliga        | 8     | 0      |
| 2001/02 | Neuchâtel Xamax       | Szwajcaria | Axpo Super League | 6     | 0      |
| 2002/03 | Enosis Neon Paralimni | Cypr       | I liga            | 13    | 3      |
| 2003/04 | SC Paderborn 07       | Niemcy     | Regionalliga      | 33    | 8      |
| 2004/05 | SC Paderborn 07       | Niemcy     | Regionalliga      | 17    | 3      |
| 2005/06 | SV Waldhof Mannheim   | Niemcy     | Oberliga          | 32    | 17     |
| 2006/07 | SV Waldhof Mannheim   | Niemcy     | Oberliga          | 18    | 8      |
| 2006/07 | FSV Oggersheim        | Niemcy     | Oberliga          | 13    | 5      |
| 2007/08 | FSV Oggersheim        | Niemcy     | Regionalliga      | 11    | 0      |
| 2008/09 | FSV Oggersheim        | Niemcy     | Regionalliga      |       |        |

## Kariera reprezentacyjna
W reprezentacji Bułgarii Donkow zadebiutował 8 września 1993 roku w zremisowanym 1:1 meczu eliminacji do Mistrzostw Świata w USA ze Szwecją. W 1996 roku został powołany przez selekcjonera Dimityra Penewa na Euro 96. Tam był rezerwowym i zagrał jedynie w przegranym 1:3 spotkaniu z Francją. W kadrze narodowej grał do 2000 roku, a łącznie wystąpił w niej 10 razy i zdobył 2 bramki.